# Uogólnienie relacji
Uogólnieniem relacji {\displaystyle r\subset X\times Y} jest relacja {\displaystyle r'\subset X'\times Y',} jeśli {\displaystyle X\subset X',} {\displaystyle Y\subset Y'} oraz {\displaystyle r\subset r'}.
Przykładowo, jeśli {\displaystyle X=Y=X'=Y'=\mathbb {N} } oraz {\displaystyle r} jest relacją podzielności liczb naturalnych, to relacja niewiększości {\displaystyle r'} jest jej uogólnieniem.